# The Turtles
The Turtles est un groupe américain de folk rock, originaire de Los Angeles en Californie. Il est actif durant la seconde moitié des années 1960, et dissous en 1970. Leur chanson la plus connue est Happy Together, première des ventes aux États-Unis en 1967.

## Historique
En 1963, deux adolescents de Westchester, Howard Kaylan et Mark Volman, forment avec des amis un groupe de surf music baptisé The Crossfires. Ils se font rapidement un nom sur la scène étudiante de la région. Des enregistrements datant de cette période sont parus en 1981 sous le titre Out of Control. Le groupe signe chez la jeune maison de disques White Whale Records, qui leur fait changer de nom au profit de The Turtles, sur le modèle des Byrds. Leur premier single, une reprise de It Ain't Me, Babe de Bob Dylan, obtient un succès foudroyant en se classant 8e du Billboard Hot 100.
Après plusieurs changements de composition, les Turtles rencontrent leur plus grand succès en 1967 avec le single Happy Together, qui détrône Penny Lane des Beatles de la première place du hit-parade américain en février. Leur 45 tours suivant, She'd Rather Be With Me, fait presque aussi bien (3e). L'année suivante, en 1968, le guitariste Jim Tucker quitte le groupe, en disant ne pas vouloir suivre le rythme des tournées et des enregistrements. Il emménage à Grass Valley et refusera de rejoindre le groupe, car John Lennon ne l'appréciait pas, expliquera le chanteur des Turtles, Howard Kaylan.
La même année, les Turtles produisent l'album-concept The Turtles Present the Battle of the Bands, où ils se font passer pour onze groupes différents pour parodier les musiques à la mode. Le single Elenore est une parodie de leur propre single Happy Together de l'année précédente. Elle est écrite en réaction à la demande insistante du label de produire un nouveau hit, et se classe 6e. Les deux premiers singles de 1968, Sound Asleep et The Story of Rock and Roll, s'insèrent dans le top 100.
Vers la fin de 1969, un cinquième album, Turtle Soup, est publié et bien accueilli. Il est produit par Ray Davies, le leader des Kinks. Inspiré par l'album concept The Kinks Are the Village Green Preservation Society sorti en 1968, il est le seul album produit par Davies pour un autre groupe. Ses principaux titres sont Somewhere Friday Nite et Love in the City.
Victimes de problèmes juridiques et financiers, les Turtles disparaissent en 1970. Kaylan et Volman, qui se font désormais appeler Flo et Eddie, rejoignent les Mothers of Invention de Frank Zappa.

## Membres

### Derniers membres
- Howard Kaylan - chant (1965-1970)
- Mark Volman - guitare, saxophone, chant (1965-1970)
- Al Nichol - guitare (1965-1970)
- Jim Tucker - guitare (1965-1970)
- Chuck Portz - basse (1965-1966)
- Don Murray - batterie (1965-1966)
- Joel Larson - batterie (1966)
- Chip Douglas - basse (1966-1967)
- John Barbata - batterie (1966-1969)
- Jim Pons - basse (1967-1970)
- John Seiter - batterie (1969-1970)

## Discographie
- 1965 : It Ain't Me Babe
- 1966 : You Baby
- 1967 : Happy Together
- 1968 : The Turtles Present the Battle of the Bands
- 1969 : Turtle Soup
- 1969 : Wooden Head (compilation de faces B et autres raretés)
- 1981 : Out of Control (enregistrements des Crossfires)
- 1992 : The Turtles Captured Live (en concert)